# John Pelling
John Albert Pelling (ur. 27 maja 1936 w Londynie, zm. w 2023) – brytyjski szpadzista, srebrny medalista olimpijski i dwukrotny medalista mistrzostw świata.
Na igrzyskach olimpijskich w Rzymie w 1960 roku reprezentacja Wielkiej Brytanii w składzie: Bill Hoskyns, John Pelling, Michael Howard, Allan Jay, Raymond Harrison i Michael Alexander zdobyła srebrny medal w szpadzie drużynowej. W zawodach indywidualnych odpadł w drugiej rundzie. Na rozgrywanych cztery lata później igrzyskach olimpijskich w Tokio drużynowo był dziewiąty. 
Podczas mistrzostw świata w Paryżu w 1957 roku wspólnie z Raymondem Harrisonem, Billem Hoskynsem, Allanem Jayem, Michaelem Howardem i Ralphem Sproul-Boltonem zdobył brązowy medal w szpadzie drużynowej. W tej samej konkurencji zdobył srebrny medal na mistrzostwach świata w Paryżu osiem lat później.
Zdobył także złote medale drużynowo na igrzyskach Imperium Brytyjskiego i Wspólnoty Brytyjskiej w Perth (1962) oraz igrzyskach Imperium Brytyjskiego i Wspólnoty Brytyjskiej w Kingston (1966).